# I-370
I-370 — підводний човен Імперського флоту Японії, який взяв участь у бойових діях Другої світової війни.

## Загальна інформація
Корабель спорудили у 1944 році на корабельні компанії Mitsubishi у Кобе. Він належав до типу D (також знаний як клас I-361) та проєктом призначався для здійснення транспортних місій з метою постачання численних японських гарнізонів, які з другої половини 1942-го почали дедалі частіше потрапляти у блокаду союзних сил. Втім, для самозахисту на човні все-таки зберегли два торпедні апарати (без запасних торпед).

## Бойова служба
Човен так і не виконав жодної транспортної місії, а через певний час був призначений для переобладнання у носій 5 керованих торпед «кайтен». Ця конверсія, яка, зокрема, потребувала демонтажу палубної гармати, завершилась у січні 1945-го, після чого І-370 перейшов до тренувань зі застосування свого нового озброєння.
20 лютого 1945-го човен отримав наказ вийти в море для дій проти ворожого флоту, який напередодні розпочав операцію з заволодіння островом Іводзіма. Вранці 26 лютого І-370 перебував на поверхні дещо більш ніж за дві сотні кілометрів на південь від Іводзіми та готувався до запуску «кайтенів» по групі транспортів, що прямували після розвантаження на Маріанські острови. В цей момент човен був виявлений радаром ескортного міноносця «Фіннеган», що відокремився від конвою та попрямував до І-370. Хоча через кілька хвилин човен занурився, проте USS Finnegan встановив з ним сонарний контакт. Протягом наступних трьох годин американський корабель провів серію атак глибинними бомбами, після останньої з яких на поверхні з'явились повітряні пухирі та сліди нафти. І-370 загинув разом з усіма 84 особами, що перебували на борту.